# Kabinett Cazeneuve
Das Kabinett Cazeneuve war vom 6. Dezember 2016 bis zum 15. Mai 2017 die amtierende Regierung Frankreichs unter Premierminister Bernard Cazeneuve. Es war die neununddreißigste Regierung der Fünften Republik und die fünfte, die von Präsident François Hollande ernannt wurde. Vorgänger-Kabinett war das Kabinett Valls II.

## Regierungsbildung
Am 6. Dezember trat Manuel Valls aufgrund seiner Bewerbung um die Präsidentschaftskandidatur der Parti Socialiste als Premierminister zurück und damit auch die Regierung. Am gleichen Tag ernannte Staatspräsident François Hollande Cazeneuve zum Premierminister und beauftragte ihn mit der Regierungsbildung. Einige Stunden später wurden die weiteren Regierungsmitglieder ernannt. Gegenüber der letzten Zusammensetzung des Kabinetts Valls II gab es drei weitere Veränderungen: Der bisherige Fraktionsvorsitzende der Sozialisten in der Nationalversammlung, Bruno Le Roux, wurde Nachfolger von Cazeneuve als Innenminister und die beiden Staatssekretäre André Vallini und Jean-Marie Le Guen tauschten ihre Aufgabenbereiche.

## Regierungsmehrheit
Wie vor ihm das Kabinett Valls stützte sich das Kabinett in der Nationalversammlung auf eine Mehrheit aus Parti socialiste, Parti radical de gauche und der Union des démocrates et des écologistes (UDE), einem Parteienbündnis aus der grünen Kleinpartei Parti écologiste (PE) und dem Front démocrate. Bei der nach der Regierungsbildung vorgesehenen Vertrauensabstimmung in der Nationalversammlung erhielt die Regierung 305 Stimmen, 239 Nein-Stimmen und 10 Enthaltungen; anders als das Vorgängerkabinett erhielt das Kabinett Cazeneuve dabei mit einer Ausnahme die Zustimmung der frondeurs aus dem linken Flügel der Regierungsparteien.

## Zusammensetzung

### Premierminister
|  | Amt             |  | Name              | Partei |
|  | --------------- |  | ----------------- | ------ |
|  | Premierminister |  | Bernard Cazeneuve | PS     |

### Minister
|  | Amt                                                                                            | Name                                                               | Partei | Partei |
|  | ---------------------------------------------------------------------------------------------- | ------------------------------------------------------------------ | ------ | ------ |
|  | Minister für Auswärtiges und Entwicklungshilfe                                                 | Jean-Marc Ayrault                                                  |        | PS     |
|  | Ministerin für Umwelt, Energie und Meer, beauftragt mit den internationalen Klimaverhandlungen | Ségolène Royal                                                     | PS     |        |
|  | Minister für Bildung, Hochschulen und Forschung                                                | Najat Vallaud-Belkacem                                             | PS     |        |
|  | Minister für Wirtschaft und Finanzen                                                           | Michel Sapin                                                       | PS     |        |
|  | Ministerin für Soziales und Gesundheit                                                         | Marisol Touraine                                                   | PS     |        |
|  | Verteidigungsminister                                                                          | Jean-Yves Le Drian                                                 | PS     |        |
|  | Justizminister                                                                                 | Jean-Jacques Urvoas                                                | PS     |        |
|  | Ministerin für Arbeit, Beschäftigung, Berufsausbildung und sozialen Dialog                     | Myriam El Khomri                                                   | PS     |        |
|  | Minister für Raumordnung, ländliche Räume und Gebietskörperschaften                            | Jean-Michel Baylet                                                 |        | PRG    |
|  | Innenminister                                                                                  | Matthias Fekl (ab 21. März 2017) Bruno Le Roux (bis 21. März 2017) |        | PS     |
|  | Minister für Landwirtschaft, Ernährung und Forstwirtschaft; Regierungssprecher                 | Stéphane Le Foll                                                   | PS     |        |
|  | Ministerin für Wohnen und nachhaltige Wohnquartiere                                            | Emmanuelle Cosse                                                   |        | UDE-PE |
|  | Ministerin für Kultur und Kommunikation                                                        | Audrey Azoulay                                                     |        | PS     |
|  | Ministerin für Familie, Kindheit und Frauenrechte                                              | Laurence Rossignol                                                 | PS     |        |
|  | Ministerin für öffentliche Verwaltung                                                          | Annick Girardin                                                    |        | PRG    |
|  | Minister für Städte, Jugend und Sport                                                          | Patrick Kanner                                                     |        | PS     |
|  | Ministerin für die Überseegebiete                                                              | Ericka Bareigts                                                    | PS     |        |

### Staatssekretäre
|  | Amtsbezeichnung des Staatssekretärs                                                    | Ministerium                                                                                     | Name                              | Partei | Partei |
|  | -------------------------------------------------------------------------------------- | ----------------------------------------------------------------------------------------------- | --------------------------------- | ------ | ------ |
|  | Staatssekretär für die Parlamentsangelegenheiten                                       | Premierminister                                                                                 | André Vallini                     |        | PS     |
|  | Staatssekretär für Staatsreform und Entbürokratisierung                                | Premierminister                                                                                 | Jean-Vincent Placé                |        | UDE-PE |
|  | Staatssekretärin für Opferhilfe                                                        | Premierminister                                                                                 | Juliette Méadel                   |        | PS     |
|  | Staatssekretär für europäische Angelegenheiten                                         | Außenministerium                                                                                | Harlem Désir                      | PS     |        |
|  | Staatssekretär für Außenhandel, Tourismus und Auslandsfranzosen (bis 21. März 2017)    | Außenministerium                                                                                | Matthias Fekl (bis 21. März 2017) | PS     |        |
|  | Staatssekretär für Entwicklung und die Frankophonie                                    | Außenministerium                                                                                | Jean-Marie Le Guen                | PS     |        |
|  | Staatssekretär für Verkehr, maritime Wirtschaft und Fischerei                          | Ministerium für Umwelt, Energie und Meer, beauftragt mit den internationalen Klimaverhandlungen | Alain Vidalies                    | PS     |        |
|  | Staatssekretärin für Biodiversität                                                     | Ministerium für Umwelt, Energie und Meer, beauftragt mit den internationalen Klimaverhandlungen | Barbara Pompili                   |        | UDE-PE |
|  | Staatssekretär für Hochschulen und Forschung                                           | Ministerium für Bildung, Hochschulen und Forschung                                              | Thierry Mandon                    |        | PS     |
|  | Staatssekretär für den Haushalt                                                        | Ministerium für Wirtschaft und Finanzen                                                         | Christian Eckert                  | PS     |        |
|  | Staatssekretärin für Handel, Handwerk, Verbraucherangelegenheiten und soziale Ökonomie | Ministerium für Wirtschaft und Finanzen                                                         | Martine Pinville                  | PS     |        |
|  | Staatssekretärin für Digitales und Innovation                                          | Ministerium für Wirtschaft und Finanzen                                                         | Axelle Lemaire                    | PS     |        |
|  | Staatssekretär für Industrie (geschaffen am 1. September 2016)                         | Ministerium für Wirtschaft und Finanzen                                                         | Christophe Sirugue                | PS     |        |
|  | Staatssekretärin für Behinderte und den Kampf gegen Ausgrenzung                        | Ministerium für Soziales und Gesundheit                                                         | Ségolène Neuville                 | PS     |        |
|  | Staatssekretärin für Senioren und eigenständiges Leben                                 | Ministerium für Soziales und Gesundheit                                                         | Pascale Boistard                  | PS     |        |
|  | Staatssekretär für Veteranen und Gedenken                                              | Verteidigungsministerium                                                                        | Jean-Marc Todeschini              | PS     |        |
|  | Staatssekretärin für Berufsausbildung                                                  | Ministerin für Arbeit, Beschäftigung, Berufsausbildung und sozialen Dialog                      | Clotilde Valter                   | PS     |        |
|  | Staatssekretärin für Gebietskörperschaften                                             | Ministerium für Raumordnung, ländliche Räume und Gebietskörperschaften                          | Estelle Grelier                   | PS     |        |
|  | Staatssekretärin für Stadtentwicklung                                                  | Ministerium für Städte, Jugend und Sport                                                        | Hélène Geoffroy                   | PS     |        |
|  | Staatssekretär für Sport                                                               | Ministerium für Städte, Jugend und Sport                                                        | Thierry Braillard                 |        | PRG    |

## Veränderungen
Am 21. März 2017 erklärte Innenminister Bruno Le Roux seinen Rücktritt, nachdem bekannt geworden war, dass er seine beiden Töchter als parlamentarische Assistentinnen beschäftigt hatte. Zu seinem Nachfolger wurde der bisherige Staatssekretär für Außenhandel Matthias Fekl ernannt. Dessen Posten als Staatssekretär wurde zunächst nicht nachbesetzt.